# Llista de topònims d'Espot
Llista de topònims (noms propis de lloc) del municipi d'Espot, al Pallars Sobirà
Informació actualitzada per un bot. Els canvis manuals es perdran quan s'actualitzi!

## borda
| imatge | Nom                  | Ubicat a | instància de | Detalls | coordenades                                                          | Protecció | Commons (més fotos) | Dades a WD                    |
| ------ | -------------------- | -------- | ------------ | ------- | -------------------------------------------------------------------- | --------- | ------------------- | ----------------------------- |
|        | Cabana d'Espot       | Espot    | borda        |         | 42° 34′ 06″ N, 0° 58′ 59″ E / 42.5682404388313°N,0.983045319693598°E |           |                     | Modifica les dades a Wikidata |
|        | Cabana de Moseta     | Espot    | borda        |         | 42° 35′ 05″ N, 1° 03′ 33″ E / 42.5846836746219°N,1.05911820260077°E  |           |                     | Modifica les dades a Wikidata |
|        | Cabana de Vaquer     | Espot    | borda        |         | 42° 34′ 48″ N, 0° 58′ 38″ E / 42.5799250063573°N,0.977185208632637°E |           |                     | Modifica les dades a Wikidata |
|        | Cabana de Vaques     | Espot    | borda        |         | 42° 34′ 54″ N, 1° 01′ 50″ E / 42.5816477488247°N,1.03056377309535°E  |           |                     | Modifica les dades a Wikidata |
|        | Cabana dels Vaquers  | Espot    | borda        |         | 42° 35′ 05″ N, 1° 02′ 52″ E / 42.5847061431512°N,1.04772329326451°E  |           |                     | Modifica les dades a Wikidata |
|        | Llort                | Espot    | borda        |         | 42° 34′ 18″ N, 1° 07′ 53″ E / 42.5717209675597°N,1.13144139461312°E  |           |                     | Modifica les dades a Wikidata |
|        | borda de Fort        | Espot    | borda        |         | 42° 34′ 43″ N, 1° 08′ 02″ E / 42.5785773877116°N,1.13385643488541°E  |           |                     | Modifica les dades a Wikidata |
|        | borda de Miquelet    | Espot    | borda        |         | 42° 34′ 42″ N, 1° 08′ 00″ E / 42.5782990236467°N,1.13335296304082°E  |           |                     | Modifica les dades a Wikidata |
|        | borda de Mossèn Joan | Espot    | borda        |         | 42° 34′ 26″ N, 1° 07′ 21″ E / 42.573814699297°N,1.1224497972783°E    |           |                     | Modifica les dades a Wikidata |
|        | borda del Llarg      | Espot    | borda        |         | 42° 32′ 58″ N, 1° 06′ 50″ E / 42.5493985445756°N,1.11397231890351°E  |           |                     | Modifica les dades a Wikidata |
|        | borda del Tort       | Espot    | borda        |         | 42° 34′ 06″ N, 1° 08′ 43″ E / 42.5683°N,1.1453°E 893.1 msnm          |           |                     | Modifica les dades a Wikidata |
|        | bordes d'Escaló      | Espot    | borda        |         | 42° 34′ 00″ N, 1° 08′ 37″ E / 42.5665527823492°N,1.14368107261497°E  |           |                     | Modifica les dades a Wikidata |
|        | bordes des Boïgots   | Espot    | borda        |         | 42° 33′ 56″ N, 1° 04′ 08″ E / 42.5655051533938°N,1.0688743520482°E   |           |                     | Modifica les dades a Wikidata |

## búnquer
| imatge | Nom                   | Ubicat a | instància de | Detalls                     | coordenades | Protecció                                  | Commons (més fotos) | Dades a WD                    |
| ------ | --------------------- | -------- | ------------ | --------------------------- | ----------- | ------------------------------------------ | ------------------- | ----------------------------- |
|        | Búnquer Corral Peretó | Espot    | búnquer      | Estil: arquitectura popular |             | bé integrant del patrimoni cultural català |                     | Modifica les dades a Wikidata |
|        | Búnquer Obago         | Espot    | búnquer      | Estil: arquitectura popular |             | bé integrant del patrimoni cultural català |                     | Modifica les dades a Wikidata |
|        | Búnquer Serradora     | Espot    | búnquer      |                             |             | bé integrant del patrimoni cultural català |                     | Modifica les dades a Wikidata |

## castell
| imatge | Nom                | Ubicat a | instància de | Detalls                      | coordenades | Protecció                                            | Commons (més fotos) | Dades a WD                    |
| ------ | ------------------ | -------- | ------------ | ---------------------------- | --- | ---------------------------------------------------- | ------------------- | ----------------------------- |
|        | Castell de Llort   | Espot    | castell      | Estil: arquitectura popular  | 42° 34′ 21″ N, 1° 08′ 11″ E / 42.572405°N,1.136443°E ca:A la confluència del riu Escrita amb la Noguera, Estaís 1218 msnm | bé d'interès cultural bé cultural d'interès nacional | Castell de Llort    | Modifica les dades a Wikidata |
|        | Castellot d'Estaís | Espot    | castell      | Estil: arquitectura romànica | 42° 34′ 21″ N, 1° 07′ 02″ E / 42.572482°N,1.1172192°E 1319 msnm                                                           |                                                      |                     | Modifica les dades a Wikidata |

## central hidroelèctrica
| imatge | Nom                                    | Ubicat a | instància de           | Detalls | coordenades                                                         | Protecció | Commons (més fotos)                    | Dades a WD                    |
| ------ | -------------------------------------- | -------- | ---------------------- | ------- | ------------------------------------------------------------------- | --------- | -------------------------------------- | ----------------------------- |
|        | Central hidroelèctrica d'Espot         | Espot    | central hidroelèctrica |         | 42° 34′ 15″ N, 1° 08′ 27″ E / 42.57090833°N,1.14089722°E 911.5 msnm |           | Central d'Espot                        | Modifica les dades a Wikidata |
|        | Central hidroelèctrica de Lladres      | Espot    | central hidroelèctrica |         | 42° 34′ 20″ N, 1° 04′ 12″ E / 42.5723°N,1.07004°E                   |           | Central hidroelèctrica de Lladres      | Modifica les dades a Wikidata |
|        | Central hidroelèctrica de Sant Maurici | Espot    | central hidroelèctrica |         | 42° 34′ 46″ N, 1° 05′ 01″ E / 42.579329°N,1.083509°E 1339.2 msnm    |           | Central hidroelèctrica de Sant Maurici | Modifica les dades a Wikidata |

## circ glaciar
| imatge | Nom                    | Ubicat a | instància de | Detalls | coordenades                                                               | Protecció | Commons (més fotos)    | Dades a WD                    |
| ------ | ---------------------- | -------- | ------------ | ------- | ------------------------------------------------------------------------- | --------- | ---------------------- | ----------------------------- |
|        | Colomers d'Espot       | Espot    | circ glaciar |         | 42° 35′ 17″ N, 0° 57′ 01″ E / 42.588022°N,0.950383°E vall de Sant Nicolau |           | Colomers d'Espot       | Modifica les dades a Wikidata |
|        | Coma d'Amitges (Espot) | Espot    | circ glaciar |         | 42° 35′ 59″ N, 0° 58′ 57″ E / 42.599691°N,0.98261°E vall de Ratera        |           | Coma d'Amitges (Espot) | Modifica les dades a Wikidata |
|        | vall de Ratera         | Espot    | circ glaciar |         | 42° 35′ 44″ N, 0° 59′ 07″ E / 42.595442°N,0.985185°E vall d'Escrita       |           | Vall de Ratera         | Modifica les dades a Wikidata |
|        | vall de Subenuix       | Espot    | circ glaciar |         | 42° 33′ 57″ N, 0° 59′ 18″ E / 42.565787°N,0.988217°E vall d'Escrita       |           | Vall de Subenuix       | Modifica les dades a Wikidata |

## collada
| imatge | Nom                   | Ubicat a                                  | instància de | Detalls | coordenades                                                                                            | Protecció | Commons (més fotos)   | Dades a WD                    |
| ------ | --------------------- | ----------------------------------------- | ------------ | ------- | --- | --------- | --------------------- | ----------------------------- |
|        | Coll Nord de Subenuix | Espot                                     | collada      |         | 42° 34′ 10″ N, 0° 58′ 49″ E / 42.56952778°N,0.98036111°E 2508.6 msnm                                   |           | Coll Nord de Subenuix | Modifica les dades a Wikidata |
|        | Coll Sud de Subenuix  | Espot                                     | collada      |         | 42° 33′ 29″ N, 0° 58′ 44″ E / 42.55791667°N,0.97880556°E 2777.6 msnm                                   |           | Coll Sud de Subenuix  | Modifica les dades a Wikidata |
|        | Coll de Peguera       | la Torre de Cabdella Espot                | collada      |         | 42° 32′ 19″ N, 1° 00′ 29″ E / 42.5385°N,1.00814°E 2724 msnm                                            |           | Coll de Peguera       | Modifica les dades a Wikidata |
|        | Coll del Bergús       | Espot                                     | collada      |         | 42° 35′ 33″ N, 0° 57′ 53″ E / 42.59241667°N,0.96472222°E vall de Ratera Colomers d'Espot 2669.3 msnm   |           | Coll del Bergús       | Modifica les dades a Wikidata |
|        | Creu de l'Eixol       | Espot                                     | collada      |         | 42° 32′ 22″ N, 1° 05′ 09″ E / 42.5395737907795°N,1.08574828205851°E 2230 msnm                          |           | Creu de l'Eixol       | Modifica les dades a Wikidata |
|        | Portell de Colomers   | Espot Naut Aran                           | collada      |         | 42° 35′ 35″ N, 0° 57′ 02″ E / 42.593°N,0.950611°E Circ de Colomèrs Colomers d'Espot 2728.9 msnm        |           | Portell de Colomers   | Modifica les dades a Wikidata |
|        | Portell de Crabes     | Espot                                     | collada      |         | 42° 35′ 06″ N, 0° 58′ 02″ E / 42.5849°N,0.967194°E Colomers d'Espot vall de Ratera 2593 msnm           |           | Portell de Crabes     | Modifica les dades a Wikidata |
|        | collada dels Gavatxos | la Vall de Boí la Torre de Cabdella Espot | collada      |         | 42° 33′ 06″ N, 0° 58′ 21″ E / 42.551775°N,0.972638°E coma dels Pescadors circ del Tort-Morto 2667 msnm |           | Collada dels Gavatxos | Modifica les dades a Wikidata |
|        | portarró d'Espot      | Espot                                     | collada      |         | 42° 34′ 42″ N, 0° 58′ 23″ E / 42.578216°N,0.972979°E 2427 msnm                                         |           | Portarró d'Espot      | Modifica les dades a Wikidata |

## coma
| imatge | Nom                 | Ubicat a             | instància de | Detalls | coordenades                                                            | Protecció | Commons (més fotos) | Dades a WD                    |
| ------ | ------------------- | -------------------- | ------------ | ------- | ---------------------------------------------------------------------- | --------- | ------------------- | ----------------------------- |
|        | Coma de l'Abeller   | Espot                | coma         |         | 42° 35′ 59″ N, 1° 00′ 04″ E / 42.599633°N,1.000984°E 2425 msnm         |           | Coma de l'Abeller   | Modifica les dades a Wikidata |
|        | coma dels Pescadors | la Vall de Boí Espot | coma         |         | 42° 33′ 53″ N, 0° 58′ 25″ E / 42.564614°N,0.973483°E vall de Peixerani |           | Coma dels Pescadors | Modifica les dades a Wikidata |

## curs d'aigua
| imatge | Nom                  | Ubicat a                                         | instància de | Detalls                                      | coordenades | Protecció | Commons (més fotos)  | Dades a WD                    |
| ------ | -------------------- | ------------------------------------------------ | ------------ | -------------------------------------------- | --- | --------- | -------------------- | ----------------------------- |
|        | Barranc de Peixerani | la Vall de Boí Espot                             | curs d'aigua | Desemboca: estany Llong Llarg: 21km          | 42° 34′ 12″ N, 0° 58′ 27″ E / 42.570126°N,0.97408°E 42° 34′ 27″ N, 0° 57′ 10″ E / 42.574095°N,0.952708°E vall de Sant Nicolau  |           | Barranc de Peixerani | Modifica les dades a Wikidata |
|        | Barranc de Rose      | Espot la Guingueta d'Àneu                        | curs d'aigua |                                              | 42° 36′ 19″ N, 1° 05′ 36″ E / 42.605259°N,1.093449°E 42° 36′ 45″ N, 1° 07′ 39″ E / 42.61237°N,1.127519°E                       |           | Barranc de Rose      | Modifica les dades a Wikidata |
|        | Barranc del Portarró | la Vall de Boí Espot                             | curs d'aigua | Desemboca: estany Llong Llarg: 1.6km         | 42° 34′ 42″ N, 0° 58′ 13″ E / 42.578396°N,0.970315°E 42° 34′ 30″ N, 0° 57′ 14″ E / 42.575049°N,0.953768°E vall de Sant Nicolau |           | Barranc del Portarró | Modifica les dades a Wikidata |
|        | Noguera Pallaresa    | Vall d'Aran Pallars Sobirà Pallars Jussà Noguera | curs d'aigua | Desemboca: Segre Llarg: 154km Conca: 2820km² | 41° 54′ 23″ N, 0° 53′ 24″ E / 41.9064°N,0.8901°E 42° 42′ 43″ N, 0° 56′ 58″ E / 42.71185°N,0.94951944444444°E                   |           | Noguera Pallaresa    | Modifica les dades a Wikidata |
|        | riu Escrita          | Espot                                            | curs d'aigua | Desemboca: Noguera Pallaresa Llarg: 18km     | 42° 34′ 32″ N, 1° 08′ 31″ E / 42.57559°N,1.142006°E 42° 34′ 52″ N, 1° 00′ 31″ E / 42.581162°N,1.00848°E                        |           | Riu Escrita          | Modifica les dades a Wikidata |
|        | riu de Peguera       | Espot                                            | curs d'aigua | Desemboca: riu Escrita                       | 42° 32′ 39″ N, 1° 01′ 24″ E / 42.544151°N,1.023314°E 42° 34′ 30″ N, 1° 05′ 22″ E / 42.574878°N,1.089415°E vall de Peguera      |           |                      | Modifica les dades a Wikidata |

## entitat singular de població
| imatge | Nom             | Ubicat a | instància de                                   | Detalls | coordenades                                                          | Protecció | Commons (més fotos) | Dades a WD                    |
| ------ | --------------- | -------- | ---------------------------------------------- | ------- | -------------------------------------------------------------------- | --------- | ------------------- | ----------------------------- |
|        | Berrader        | Espot    | entitat singular de població                   | 2 hab   | 42° 33′ 51″ N, 1° 06′ 12″ E / 42.56409722°N,1.10320556°E 1488.6 msnm |           |                     | Modifica les dades a Wikidata |
|        | Espot           | Espot    | entitat singular de població capital municipal | 340 hab | 42° 34′ 42″ N, 1° 05′ 12″ E / 42.57838°N,1.08666°E 1321 msnm         |           |                     | Modifica les dades a Wikidata |
|        | Estació d'Espot | Espot    | entitat singular de població                   | 17 hab  | 42° 33′ 55″ N, 1° 05′ 45″ E / 42.56535833°N,1.09596667°E 1509.2 msnm |           |                     | Modifica les dades a Wikidata |
|        | Estaís          | Espot    | entitat singular de població                   | 20 hab  | 42° 34′ 29″ N, 1° 06′ 49″ E / 42.574613°N,1.113648°E 1403.1 msnm     |           | Estaís              | Modifica les dades a Wikidata |

## església
| imatge | Nom                               | Ubicat a | instància de | Detalls                                                 | coordenades                                                                                    | Protecció                                  | Commons (més fotos)   | Dades a WD                    |
| ------ | --------------------------------- | -------- | ------------ | ------------------------------------------------------- | ---------------------------------------------------------------------------------------------- | ------------------------------------------ | --------------------- | ----------------------------- |
|        | Sant Esteve d'Estaís              | Espot    | església     | Estil: arquitectura romànica arquitectura popular       | 42° 34′ 28″ N, 1° 06′ 52″ E / 42.574439°N,1.11433°E ca:Plaça de l'Església, Estaís 1396 msnm   | bé integrant del patrimoni cultural català | Sant Esteve d'Estaís  | Modifica les dades a Wikidata |
|        | Sant Maurici d'Espot              | Espot    | església     |                                                         | 42° 34′ 54″ N, 1° 00′ 51″ E / 42.581649°N,1.014244°E ca:A l'esquerra del riu Escrita 1837 msnm |                                            | Sant Maurici d'Espot  | Modifica les dades a Wikidata |
|        | Santa Creu d'Estaís               | Espot    | església     | Estil: arquitectura romànica 11st century Estat: ruïnós | 42° 34′ 18″ N, 1° 06′ 50″ E / 42.5716207739256°N,1.11379003926404°E 1363 msnm                  |                                            |                       | Modifica les dades a Wikidata |
|        | Santa Llogaia d'Espot             | Espot    | església     | Estil: arquitectura barroca                             | 42° 34′ 36″ N, 1° 05′ 19″ E / 42.576712°N,1.08874°E 1321.1 msnm                                | bé integrant del patrimoni cultural català | Santa Llogaia d'Espot | Modifica les dades a Wikidata |
|        | Santa Maria d'Espot               | Espot    | església     |                                                         | 42° 34′ 40″ N, 1° 05′ 24″ E / 42.5778°N,1.08994°E 1321.1 msnm                                  |                                            |                       | Modifica les dades a Wikidata |
|        | la Immaculada de Casa Mossèn Joan | Espot    | església     |                                                         | 42° 34′ 32″ N, 1° 06′ 56″ E / 42.5755°N,1.11554°E Estaís 1395 msnm                             |                                            |                       | Modifica les dades a Wikidata |

## estació d'esquí
| imatge | Nom          | Ubicat a    | instància de    | Detalls | coordenades                                                               | Protecció | Commons (més fotos) | Dades a WD                    |
| ------ | ------------ | ----------- | --------------- | ------- | ------------------------------------------------------------------------- | --------- | ------------------- | ----------------------------- |
|        | Espot Esquí  | Espot       | estació d'esquí |         | 42° 33′ 02″ N, 1° 04′ 51″ E / 42.5506°N,1.08083°E Pirineus 1500 2500 msnm |           | Espot Esquí         | Modifica les dades a Wikidata |
|        | Gran Pallars | Espot Rialb | estació d'esquí |         | 42° 33′ 51″ N, 1° 05′ 39″ E / 42.564263°N,1.094073°E                      |           |                     | Modifica les dades a Wikidata |

## font
| imatge | Nom                | Ubicat a | instància de | Detalls | coordenades                                                         | Protecció | Commons (més fotos) | Dades a WD                    |
| ------ | ------------------ | -------- | ------------ | ------- | ------------------------------------------------------------------- | --------- | ------------------- | ----------------------------- |
|        | font Blanca        | Espot    | font         |         | 42° 31′ 58″ N, 1° 05′ 00″ E / 42.5327060201494°N,1.08325498229634°E |           |                     | Modifica les dades a Wikidata |
|        | font de Gargallo   | Espot    | font         |         | 42° 33′ 11″ N, 1° 06′ 34″ E / 42.5529972619318°N,1.10939380257908°E |           |                     | Modifica les dades a Wikidata |
|        | font de l'Albar    | Espot    | font         |         | 42° 35′ 02″ N, 1° 01′ 07″ E / 42.583771540931°N,1.0185696237207°E   |           |                     | Modifica les dades a Wikidata |
|        | font de les Planes | Espot    | font         |         | 42° 34′ 49″ N, 1° 01′ 55″ E / 42.580402393627°N,1.0320802367181°E   |           |                     | Modifica les dades a Wikidata |
|        | font del Sofre     | Espot    | font         |         | 42° 34′ 07″ N, 1° 04′ 52″ E / 42.568628193567°N,1.0811828508915°E   |           |                     | Modifica les dades a Wikidata |

## indret
| imatge | Nom              | Ubicat a      | instància de | Detalls                     | coordenades                                                   | Protecció                                  | Commons (més fotos) | Dades a WD                    |
| ------ | ---------------- | ------------- | ------------ | --------------------------- | ------------------------------------------------------------- | ------------------------------------------ | ------------------- | ----------------------------- |
|        | Cresta de l'Avió | Llessui Espot | indret       |                             | 42° 31′ 43″ N, 1° 02′ 27″ E / 42.52859°N,1.040819°E 2756 msnm |                                            | Cresta de l'Avió    | Modifica les dades a Wikidata |
|        | Pletiu de Peretó | Espot         | indret       | Estil: arquitectura popular |                                                               | bé integrant del patrimoni cultural català |                     | Modifica les dades a Wikidata |

## llac glacial
| imatge | Nom                             | Ubicat a             | instància de             | Detalls                                                                                    | coordenades                                                                                     | Protecció | Commons (més fotos)             | Dades a WD                    |
| ------ | ------------------------------- | -------------------- | ------------------------ | ------------------------------------------------------------------------------------------ | ----------------------------------------------------------------------------------------------- | --------- | ------------------------------- | ----------------------------- |
|        | Bassa de les Granotes           | Espot                | llac glacial             | Llarg: 141m Ample: 60m Superfície: 0.72ha                                                  | 42° 34′ 20″ N, 0° 58′ 12″ E / 42.572133°N,0.97013°E vall de Peixerani 2324 msnm                 |           | Bassa de les Granotes           | Modifica les dades a Wikidata |
|        | Estany Gran d'Amitges           | Espot                | llac glacial embassament | Llarg: 402m Ample: 150m Superfície: 6.63ha Volum: 0.76hm³                                  | 42° 35′ 56″ N, 0° 59′ 06″ E / 42.59898611°N,0.98503056°E vall de Ratera 2369 msnm               |           | Estany Gran d'Amitges           | Modifica les dades a Wikidata |
|        | Estany Negre de Peguera         | Espot                | llac glacial embassament | Llarg: 756m Ample: 523m Superfície: 31.4ha Profunditat: 70m Volum: 11.96hm³ Conca: 5240km² | 42° 32′ 22″ N, 1° 02′ 31″ E / 42.53947°N,1.042037°E vall de Peguera 2337 msnm                   |           | Estany Negre de Peguera         | Modifica les dades a Wikidata |
|        | Estany Nere                     | Espot                | llac glacial             | Llarg: 319m Ample: 183m Superfície: 4.27ha Profunditat: 36m                                | 42° 34′ 08″ N, 0° 58′ 31″ E / 42.568893°N,0.975376°E coma dels Pescadors 2296 msnm              |           | Estany Negre (Sant Nicolau)     | Modifica les dades a Wikidata |
|        | Estany Redó                     | Espot                | llac glacial             | Llarg: 284m Ample: 278m Superfície: 6.32ha Profunditat: 11m                                | 42° 34′ 51″ N, 0° 57′ 30″ E / 42.58080556°N,0.95833333°E Colomers d'Espot 2114 msnm             |           | Estany Redó (Colomers d'Espot)  | Modifica les dades a Wikidata |
|        | Estany Serull                   | Espot                | llac glacial             |                                                                                            | 42° 34′ 07″ N, 1° 01′ 31″ E / 42.568576196169°N,1.0251423450671°E                               |           |                                 | Modifica les dades a Wikidata |
|        | Estany Tort de Peguera          | Espot                | llac glacial             | Llarg: 611m Ample: 253m Superfície: 9.8ha Volum: 0.76hm³                                   | 42° 32′ 45″ N, 1° 02′ 37″ E / 42.54594°N,1.043604°E vall de Peguera 2313 msnm                   |           | Estany Tort de Peguera          | Modifica les dades a Wikidata |
|        | Estany Trullo                   | Espot                | llac glacial             |                                                                                            | 42° 32′ 38″ N, 1° 02′ 26″ E / 42.5439330863414°N,1.04051849673478°E                             |           |                                 | Modifica les dades a Wikidata |
|        | Estany Xic de Subenuix          | Espot                | llac glacial cos d'aigua |                                                                                            | 42° 34′ 02″ N, 0° 59′ 11″ E / 42.567265296208°N,0.98640918731689°E                              |           |                                 | Modifica les dades a Wikidata |
|        | Estany de Fonguera              | Espot                | llac glacial             |                                                                                            | 42° 33′ 31″ N, 1° 02′ 36″ E / 42.5585263742813°N,1.0434238031606°E                              |           |                                 | Modifica les dades a Wikidata |
|        | Estany de Lladres               | Espot                | llac glacial             | Superfície: 0.78ha                                                                         | 42° 33′ 15″ N, 1° 03′ 39″ E / 42.554082°N,1.060749°E vall de Peguera 2013 msnm                  |           | Estany de Lladres               | Modifica les dades a Wikidata |
|        | Estany de Monestero             | Espot                | llac glacial             | Llarg: 222m Ample: 101m Superfície: 1.63ha                                                 | 42° 33′ 32″ N, 1° 00′ 12″ E / 42.5588°N,1.00321°E vall de Monestero 2174 msnm                   |           | Estany de Monestero             | Modifica les dades a Wikidata |
|        | Estany de Ratera                | Espot                | llac glacial             | Llarg: 321m Ample: 169m Superfície: 3.02ha                                                 | 42° 35′ 22″ N, 0° 59′ 36″ E / 42.58948889°N,0.99343056°E vall de Ratera 2130 msnm               |           | Estany de Ratera                | Modifica les dades a Wikidata |
|        | Estany de Sant Maurici          | Espot                | llac glacial embassament | Llarg: 1.1km Ample: 200m Superfície: 25ha Profunditat: 25m Volum: 2.6hm³ Conca: 28.3km²    | 42° 34′ 54″ N, 1° 00′ 18″ E / 42.5818°N,1.00494°E 1912 msnm                                     |           | Estany de Sant Maurici          | Modifica les dades a Wikidata |
|        | Estany de Subenuix              | Espot                | llac glacial             | Llarg: 344m Ample: 127m Superfície: 2.6ha                                                  | 42° 34′ 19″ N, 0° 59′ 15″ E / 42.571992°N,0.987454°E 2190 msnm                                  |           | Estany de Subenuix              | Modifica les dades a Wikidata |
|        | Estany de Trescuro              | Espot                | llac glacial zona humida | Llarg: 228m Ample: 103m Superfície: 2.1ha                                                  | 42° 33′ 08″ N, 1° 03′ 22″ E / 42.5521608620547°N,1.05619245569744°E vall de Peguera 2044 msnm   |           | Estany de Trescuro              | Modifica les dades a Wikidata |
|        | Estany de la Bassa              | Espot                | llac glacial             | Llarg: 127m Ample: 67m Superfície: 0.61ha                                                  | 42° 35′ 34″ N, 0° 59′ 14″ E / 42.592712°N,0.987128°E vall de Ratera 2172 msnm                   |           | Estany de la Bassa              | Modifica les dades a Wikidata |
|        | Estany de la Cabana             | Espot                | llac glacial             | Llarg: 246m Ample: 135m Superfície: 2.17ha Profunditat: 9m                                 | 42° 32′ 53″ N, 1° 02′ 21″ E / 42.548168°N,1.039104°E vall de Peguera 2377 msnm                  |           | Estany de la Cabana             | Modifica les dades a Wikidata |
|        | Estany de la Munyidera          | Espot                | llac glacial             | Llarg: 350m Ample: 40m Superfície: 0.93ha                                                  | 42° 36′ 01″ N, 0° 58′ 52″ E / 42.6004°N,0.98102222°E vall de Ratera 2367 msnm                   |           | Estany de la Munyidera          | Modifica les dades a Wikidata |
|        | Estany de les Obagues de Ratera | Espot                | llac glacial             | Llarg: 273m Ample: 135m Superfície: 2.09ha                                                 | 42° 35′ 31″ N, 0° 58′ 48″ E / 42.5918614958877°N,0.979992270582539°E vall de Ratera 2227 msnm   |           | Estany de les Obagues de Ratera | Modifica les dades a Wikidata |
|        | Estany del Bergús               | Espot                | llac glacial             | Llarg: 327m Ample: 255m Superfície: 6.3ha Profunditat: 49m                                 | 42° 35′ 18″ N, 0° 57′ 21″ E / 42.58836111°N,0.95591667°E Colomers d'Espot 2444 msnm             |           | Estany del Bergús               | Modifica les dades a Wikidata |
|        | Estany del Cap de Port          | Espot                | llac glacial             | Llarg: 547m Ample: 212m Superfície: 7.3ha Profunditat: 24m                                 | 42° 32′ 01″ N, 1° 01′ 37″ E / 42.533637°N,1.026853°E vall de Peguera 2521 msnm                  |           | Estany del Cap de Port          | Modifica les dades a Wikidata |
|        | Estany del Port de Ratera       | Espot                | llac glacial             | Llarg: 210m Ample: 171m Superfície: 1.6ha                                                  | 42° 36′ 04″ N, 0° 57′ 48″ E / 42.601007°N,0.963433°E vall de Ratera 2470 msnm                   |           | Estany del Port de Ratera       | Modifica les dades a Wikidata |
|        | Estany dels Barbs               | Espot                | llac glacial             | Llarg: 360m Ample: 125m Superfície: 2.52ha                                                 | 42° 35′ 58″ N, 0° 58′ 49″ E / 42.599472°N,0.980297°E vall de Ratera 2376 msnm                   |           | Estany dels Barbs               | Modifica les dades a Wikidata |
|        | Estany gran de Peguera          | Espot                | llac glacial             | Llarg: 178m Ample: 126m Superfície: 2.57ha                                                 | 42° 32′ 37″ N, 1° 01′ 19″ E / 42.543697°N,1.021876°E vall de Peguera 2574 msnm                  |           | Estany Gran de Peguera          | Modifica les dades a Wikidata |
|        | Estany xic de Subenuix          | Espot                | llac glacial             |                                                                                            | 42° 34′ 05″ N, 0° 59′ 15″ E / 42.567919156908°N,0.98739606551714°E                              |           |                                 | Modifica les dades a Wikidata |
|        | Estanyols de Crabes             | Espot                | llac glacial             |                                                                                            | 42° 35′ 25″ N, 0° 58′ 19″ E / 42.590161536756°N,0.97205565549727°E                              |           |                                 | Modifica les dades a Wikidata |
|        | Estanys Escondits               | Espot                | llac glacial             |                                                                                            | 42° 33′ 05″ N, 1° 01′ 51″ E / 42.5513472248613°N,1.03070099583237°E                             |           |                                 | Modifica les dades a Wikidata |
|        | Estanys Gelats del Bergús       | Espot                | llac glacial             |                                                                                            | 42° 35′ 24″ N, 0° 57′ 43″ E / 42.590091°N,0.962021°E Colomers d'Espot 2493 msnm                 |           | Estanys Gelats del Bergús       | Modifica les dades a Wikidata |
|        | Estanys de la Llosa             | Espot                | llac glacial             |                                                                                            | 42° 35′ 46″ N, 0° 59′ 22″ E / 42.596036958527°N,0.989547215007731°E                             |           |                                 | Modifica les dades a Wikidata |
|        | Estanys dels Gavatxos           | la Vall de Boí Espot | llac glacial             |                                                                                            | 42° 33′ 31″ N, 0° 58′ 14″ E / 42.558618320935°N,0.9706416060437°E coma dels Pescadors 2556 msnm |           | Estanys dels Gavatxos           | Modifica les dades a Wikidata |
|        | Estanys petits de Peguera       | Espot                | llac glacial             |                                                                                            | 42° 32′ 33″ N, 1° 01′ 12″ E / 42.542370141828°N,1.0198798241474°E vall de Peguera 2610 msnm     |           | Estanys petits de Peguera       | Modifica les dades a Wikidata |

## muntanya
| imatge | Nom                                | Ubicat a                        | instància de | Detalls | coordenades | Protecció | Commons (més fotos)                | Dades a WD                    |
| ------ | ---------------------------------- | ------------------------------- | ------------ | ------- | --- | --------- | ---------------------------------- | ----------------------------- |
|        | Agulles de Bassiero                | Espot                           | muntanya     |         | 42° 36′ 07″ N, 0° 59′ 52″ E / 42.60189222°N,0.99774722°E vall de Ratera 2748 msnm                                                 |           | Agulles de Bassiero                | Modifica les dades a Wikidata |
|        | Agulles de Monestero               | Espot                           | muntanya     |         | 42° 33′ 23″ N, 0° 59′ 26″ E / 42.55651389°N,0.990425°E 2766.1 msnm                                                                |           |                                    | Modifica les dades a Wikidata |
|        | Bony de Boteró                     | Espot                           | muntanya     |         | 42° 34′ 22″ N, 1° 01′ 58″ E / 42.57285833°N,1.03283611°E 2250 msnm                                                                |           |                                    | Modifica les dades a Wikidata |
|        | Bony de la Pastera                 | Espot                           | muntanya     |         | 42° 34′ 24″ N, 1° 02′ 27″ E / 42.57334722°N,1.04096944°E 2275 msnm                                                                |           |                                    | Modifica les dades a Wikidata |
|        | Bony de les Picardes               | Espot                           | muntanya     |         | 42° 31′ 52″ N, 1° 03′ 24″ E / 42.53104°N,1.056626°E 2782 msnm                                                                     |           | Bony de les Picardes               | Modifica les dades a Wikidata |
|        | Canals de la Font del Llop         | Espot                           | muntanya     |         | 42° 32′ 22″ N, 1° 03′ 05″ E / 42.539308°N,1.051395°E Vall de Cabanes 2686 msnm                                                    |           |                                    | Modifica les dades a Wikidata |
|        | Cap de la Socarrada                | Espot                           | muntanya     |         | 42° 32′ 29″ N, 1° 05′ 17″ E / 42.54140556°N,1.08813333°E 2265.5 msnm                                                              |           |                                    | Modifica les dades a Wikidata |
|        | Gran Encantat                      | Espot                           | muntanya     |         | 42° 34′ 06″ N, 1° 00′ 53″ E / 42.5684086401°N,1.01483782051°E els Encantats 2749 msnm                                             |           | Gran Encantat                      | Modifica les dades a Wikidata |
|        | Gran Tuc de Colomèrs               | la Vall de Boí Naut Aran Espot  | muntanya     |         | 42° 35′ 22″ N, 0° 56′ 16″ E / 42.589389693°N,0.93780698965°E Circ de Colomèrs Colomers d'Espot 2933 msnm                          |           | Gran Tuc de Colomèrs               | Modifica les dades a Wikidata |
|        | Lo Pinetó                          | Espot                           | muntanya     |         | 42° 35′ 55″ N, 1° 02′ 18″ E / 42.598597°N,1.038342°E 2646.9 msnm                                                                  |           |                                    | Modifica les dades a Wikidata |
|        | Montsaliente                       | Espot Alt Àneu                  | muntanya     |         | 42° 36′ 11″ N, 1° 00′ 31″ E / 42.603103°N,1.008688°E 2890 msnm                                                                    |           | Montsaliente                       | Modifica les dades a Wikidata |
|        | Muntanyó                           | Espot                           | muntanya     |         | 42° 32′ 06″ N, 1° 02′ 55″ E / 42.53505306°N,1.04854444°E 2781.2 msnm                                                              |           |                                    | Modifica les dades a Wikidata |
|        | Pic Carbonero                      | Espot                           | muntanya     |         | 42° 33′ 16″ N, 1° 04′ 11″ E / 42.554444°N,1.069722°E 2297 msnm                                                                    |           | Pic Carbonero                      | Modifica les dades a Wikidata |
|        | Pic Morto                          | Espot la Torre de Cabdella      | muntanya     |         | 42° 33′ 14″ N, 0° 59′ 14″ E / 42.55391944°N,0.98731944°E 2902 msnm                                                                |           | Pic Morto                          | Modifica les dades a Wikidata |
|        | Pic Rossell                        | Espot                           | muntanya     |         | 42° 32′ 52″ N, 1° 06′ 22″ E / 42.54773889°N,1.10624167°E 2010.2 msnm                                                              |           |                                    | Modifica les dades a Wikidata |
|        | Pic d'Amitges                      | Espot Alt Àneu                  | muntanya     |         | 42° 36′ 33″ N, 0° 59′ 12″ E / 42.6091°N,0.986767°E Vall de Gerber vall de Ratera 2848 msnm                                        |           | Pic d'Amitges                      | Modifica les dades a Wikidata |
|        | Pic d'Eixe                         | Espot                           | muntanya     |         | 42° 32′ 32″ N, 1° 03′ 32″ E / 42.542305°N,1.05887°E vall de Peguera 2657 msnm                                                     |           | Pic d'Eixe                         | Modifica les dades a Wikidata |
|        | Pic de Boliera                     | Espot la Guingueta d'Àneu       | muntanya     |         | 42° 35′ 01″ N, 1° 06′ 24″ E / 42.5836°N,1.10676°E 1934.1 msnm                                                                     |           |                                    | Modifica les dades a Wikidata |
|        | Pic de Fonguero                    | Espot                           | muntanya     |         | 42° 33′ 36″ N, 1° 01′ 57″ E / 42.56003611°N,1.03248056°E vall de Peguera 2885 msnm                                                |           | Pic de Fonguero                    | Modifica les dades a Wikidata |
|        | Pic de Peguera                     | la Torre de Cabdella Espot      | muntanya     |         | 42° 32′ 26″ N, 1° 00′ 43″ E / 42.540541256°N,1.01195828499°E vall de Peguera vall de Monestero els Jous 2983 msnm                 |           | Pic de Peguera                     | Modifica les dades a Wikidata |
|        | Pic de Quartiules                  | Espot Esterri d'Àneu Alt Àneu   | muntanya     |         | 42° 35′ 40″ N, 1° 04′ 51″ E / 42.5945°N,1.08082°E 2226.1 msnm                                                                     |           |                                    | Modifica les dades a Wikidata |
|        | Pic de Saboredo                    | Espot Alt Àneu                  | muntanya     |         | 42° 36′ 28″ N, 0° 58′ 52″ E / 42.607902°N,0.981018°E 2830 msnm                                                                    |           | Pic de Saboredo                    | Modifica les dades a Wikidata |
|        | Pic de Subenuix                    | la Torre de Cabdella Espot      | muntanya     |         | 42° 33′ 18″ N, 0° 58′ 46″ E / 42.5549470732°N,0.979380978448°E circ del Tort-Morto vall de Subenuix coma dels Pescadors 2950 msnm |           | Pic de Subenuix                    | Modifica les dades a Wikidata |
|        | Pic de Sudorn                      | Espot                           | muntanya     |         | 42° 32′ 07″ N, 1° 02′ 42″ E / 42.535203°N,1.044908°E 2711 msnm                                                                    |           | Pic de Sudorn                      | Modifica les dades a Wikidata |
|        | Pic de la Mainera                  | la Torre de Cabdella Sort Espot | muntanya     |         | 42° 31′ 28″ N, 1° 01′ 38″ E / 42.52448°N,1.027159°E els Jous vall de Peguera 2909 msnm                                            |           | Pic de la Mainera                  | Modifica les dades a Wikidata |
|        | Pic del Portarró                   | Espot                           | muntanya     |         | 42° 35′ 01″ N, 0° 58′ 13″ E / 42.583737°N,0.970147°E Colomers d'Espot vall de Ratera 2734 msnm                                    |           | Pic del Portarró                   | Modifica les dades a Wikidata |
|        | Pic dels Feixans del Prat          | Espot                           | muntanya     |         | 42° 33′ 49″ N, 0° 59′ 41″ E / 42.5636°N,0.994756°E 2696 msnm                                                                      |           |                                    | Modifica les dades a Wikidata |
|        | Pics de Bassiero                   | Espot Alt Àneu                  | muntanya     |         | 42° 36′ 24″ N, 0° 59′ 43″ E / 42.6066752263°N,0.995373452004°E 2903 msnm                                                          |           | Pics de Bassiero                   | Modifica les dades a Wikidata |
|        | Pui Alt                            | Espot                           | muntanya     |         | 42° 33′ 40″ N, 1° 07′ 33″ E / 42.561°N,1.12585°E 1816.1 msnm                                                                      |           |                                    | Modifica les dades a Wikidata |
|        | Pui Pla                            | Espot Alt Àneu                  | muntanya     |         | 42° 35′ 44″ N, 1° 00′ 23″ E / 42.5956°N,1.00639°E vall de Ratera 2831 msnm                                                        |           | Pui Pla                            | Modifica les dades a Wikidata |
|        | Pui de Finestrelles                | Espot                           | muntanya     |         | 42° 33′ 17″ N, 1° 07′ 21″ E / 42.55480833°N,1.12257778°E 2015.4 msnm                                                              |           |                                    | Modifica les dades a Wikidata |
|        | Pui de Linya                       | Espot                           | muntanya     |         | 42° 33′ 58″ N, 1° 02′ 36″ E / 42.565985°N,1.043251°E 2870 msnm                                                                    |           | Pui de Linya                       | Modifica les dades a Wikidata |
|        | Roca Blanca                        | Espot                           | muntanya     |         | 42° 33′ 59″ N, 1° 07′ 47″ E / 42.5664°N,1.12966°E 1485 msnm                                                                       |           |                                    | Modifica les dades a Wikidata |
|        | Roca de Sant Joan                  | Espot                           | muntanya     |         | 42° 34′ 41″ N, 1° 06′ 01″ E / 42.57801944°N,1.10028028°E 1725 msnm                                                                |           |                                    | Modifica les dades a Wikidata |
|        | Roca de l'Estany                   | Espot                           | muntanya     |         | 42° 34′ 25″ N, 0° 59′ 50″ E / 42.5737°N,0.997161°E vall de Monestero vall de Subenuix 2508.1 msnm                                 |           | Roca de l'Estany                   | Modifica les dades a Wikidata |
|        | Tuc Inferior de Saburó             | Espot                           | muntanya     |         | 42° 32′ 17″ N, 1° 01′ 19″ E / 42.53796944°N,1.02195833°E vall de Peguera 2848 msnm                                                |           | Tuc Inferior de Saburó             | Modifica les dades a Wikidata |
|        | Tuc de Ratera                      | Naut Aran Espot                 | muntanya     |         | 42° 36′ 04″ N, 0° 57′ 13″ E / 42.6012245847°N,0.953482311716°E 2861 msnm                                                          |           | Tuc de Ratera                      | Modifica les dades a Wikidata |
|        | agulla del Portarró                | Espot                           | muntanya     |         | 42° 34′ 18″ N, 0° 58′ 50″ E / 42.57166667°N,0.98041667°E vall de Subenuix coma dels Pescadors 2675 msnm                           |           | Agulla del Portarró                | Modifica les dades a Wikidata |
|        | agulles d'Amitges                  | Espot                           | muntanya     |         | 42° 36′ 11″ N, 0° 59′ 04″ E / 42.603192°N,0.984417°E vall de Ratera 2661 msnm                                                     |           | Agulles d'Amitges                  | Modifica les dades a Wikidata |
|        | cap de Crabes                      | Espot                           | muntanya     |         | 42° 35′ 17″ N, 0° 57′ 56″ E / 42.588074°N,0.965603°E Colomers d'Espot vall de Ratera 2709 msnm                                    |           | Cap de Crabes                      | Modifica les dades a Wikidata |
|        | cap de la Pala Alta d’Estany Llong | Espot la Vall de Boí            | muntanya     |         | 42° 34′ 55″ N, 0° 56′ 31″ E / 42.58180556°N,0.94180556°E Colomers d'Espot vall de Contraix 2790 msnm                              |           | Cap de la Pala Alta d’Estany Llong | Modifica les dades a Wikidata |
|        | els Encantats                      | Espot                           | muntanya     |         | 42° 34′ 07″ N, 1° 00′ 53″ E / 42.568527°N,1.01466°E vall de Monestero 2748 msnm                                                   |           | Encantats                          | Modifica les dades a Wikidata |
|        | gran Tuc de Crabes                 | Espot                           | muntanya     |         | 42° 35′ 40″ N, 0° 57′ 46″ E / 42.59455556°N,0.96266667°E Colomers d'Espot vall de Ratera 2791 msnm                                |           | Gran Tuc de Crabes                 | Modifica les dades a Wikidata |
|        | la Roqueta                         | Espot                           | muntanya     |         | 42° 34′ 32″ N, 1° 06′ 13″ E / 42.5756°N,1.10357°E 1675 msnm                                                                       |           |                                    | Modifica les dades a Wikidata |
|        | les Picardes                       | Sort Espot                      | muntanya     |         | 42° 31′ 38″ N, 1° 03′ 10″ E / 42.527161°N,1.052679°E 2802 msnm                                                                    |           |                                    | Modifica les dades a Wikidata |
|        | pic Inferior de Subenuix           | Espot                           | muntanya     |         | 42° 33′ 36″ N, 0° 58′ 47″ E / 42.55988889°N,0.97977778°E vall de Subenuix coma dels Pescadors 2882 msnm                           |           | Pic Inferior de Subenuix           | Modifica les dades a Wikidata |
|        | pic de Mar                         | la Torre de Cabdella Espot      | muntanya     |         | 42° 32′ 19″ N, 0° 59′ 55″ E / 42.538575°N,0.99851944°E els Jous circ del Tort-Morto vall de Monestero 2845 msnm                   |           | Pic de Mar                         | Modifica les dades a Wikidata |
|        | pic de Monestero                   | Espot                           | muntanya     |         | 42° 32′ 49″ N, 1° 01′ 08″ E / 42.54682778°N,1.01880694°E vall de Peguera vall de Monestero 2877 msnm                              |           | Pic de Monestero                   | Modifica les dades a Wikidata |
|        | pic de Sobremonestero              | la Torre de Cabdella Espot      | muntanya     |         | 42° 32′ 38″ N, 0° 59′ 42″ E / 42.54401111°N,0.99492222°E circ del Tort-Morto vall de Monestero 2880 msnm                          |           | Pic de Sobremonestero              | Modifica les dades a Wikidata |
|        | pic del Redó                       | Espot                           | muntanya     |         | 42° 35′ 16″ N, 0° 57′ 43″ E / 42.5877°N,0.961833°E Colomers d'Espot 2546 msnm                                                     |           | Pic del Redó                       | Modifica les dades a Wikidata |
|        | tossal Esbonllat                   | Espot la Vall de Boí            | muntanya     |         | 42° 34′ 47″ N, 0° 56′ 47″ E / 42.57983333°N,0.94638889°E Colomers d'Espot vall de Sant Nicolau 2637 msnm                          |           | Tossal Esbonllat                   | Modifica les dades a Wikidata |
|        | tuc de Saburó                      | la Torre de Cabdella Espot      | muntanya     |         | 42° 32′ 06″ N, 1° 01′ 08″ E / 42.535°N,1.01895°E els Jous vall de Peguera 2905 msnm                                               |           | Tuc de Saburó                      | Modifica les dades a Wikidata |
|        | tuc del Bergús                     | Espot Naut Aran                 | muntanya     |         | 42° 35′ 39″ N, 0° 57′ 10″ E / 42.59422222°N,0.95280556°E Circ de Colomèrs Colomers d'Espot 2843 msnm                              |           | Tuc del Bergús                     | Modifica les dades a Wikidata |

## pont
| imatge | Nom                             | Ubicat a | instància de | Detalls                                                                    | coordenades                                                          | Protecció                                  | Commons (més fotos)        | Dades a WD                    |
| ------ | ------------------------------- | -------- | ------------ | -------------------------------------------------------------------------- | -------------------------------------------------------------------- | ------------------------------------------ | -------------------------- | ----------------------------- |
|        | Gual de Ratera                  | Espot    | pont         |                                                                            | 42° 35′ 15″ N, 0° 59′ 53″ E / 42.5874602082787°N,0.998073439693894°E |                                            |                            | Modifica les dades a Wikidata |
|        | Pont d'Estaís                   | Espot    | pont         |                                                                            | 42° 34′ 08″ N, 1° 06′ 40″ E / 42.568804559473°N,1.11120678776217°E   |                                            |                            | Modifica les dades a Wikidata |
|        | Pont de Feners                  | Espot    | pont         |                                                                            | 42° 34′ 26″ N, 1° 05′ 10″ E / 42.5737722409564°N,1.08605482085817°E  |                                            |                            | Modifica les dades a Wikidata |
|        | Pont de Pallers                 | Espot    | pont         | Travessa: riu Escrita                                                      | 42° 34′ 56″ N, 1° 02′ 06″ E / 42.5822932172691°N,1.03511314017025°E  |                                            |                            | Modifica les dades a Wikidata |
|        | Pont de Suar                    | Espot    | pont         | Travessa: riu Escrita                                                      | 42° 34′ 59″ N, 1° 04′ 15″ E / 42.5829201039913°N,1.07093239876671°E  |                                            |                            | Modifica les dades a Wikidata |
|        | Pont de l'Olla                  | Espot    | pont         | Travessa: riu Escrita                                                      | 42° 34′ 49″ N, 1° 00′ 30″ E / 42.5802890462633°N,1.00823408133102°E  |                                            |                            | Modifica les dades a Wikidata |
|        | Pont de la Torrassa             | Espot    | pont         | Estil: arquitectura popular Travessa: riu Escrita Llarg: 12m Ample: 3.25m  | 42° 34′ 33″ N, 1° 08′ 30″ E / 42.575706°N,1.141677°E 933.1 msnm      | bé integrant del patrimoni cultural català | Pont de la Torrassa        | Modifica les dades a Wikidata |
|        | Pont del Riu de l'Estany Serull | Espot    | pont         |                                                                            | 42° 34′ 47″ N, 1° 01′ 48″ E / 42.5798183538167°N,1.029963359503°E    |                                            |                            | Modifica les dades a Wikidata |
|        | Pont sobre el riu Escrita       | Espot    | pont         | Estil: arquitectura popular Travessa: riu Escrita                          | 42° 34′ 33″ N, 1° 05′ 19″ E / 42.575731°N,1.088484°E                 | bé integrant del patrimoni cultural català |                            | Modifica les dades a Wikidata |
|        | pont de la Capella              | Espot    | pont         | Estil: arquitectura popular Travessa: riu Escrita Llarg: 18.4m Ample: 4.9m | 42° 34′ 41″ N, 1° 05′ 09″ E / 42.578012°N,1.085712°E                 | bé integrant del patrimoni cultural català | Pont de la Capella (Espot) | Modifica les dades a Wikidata |

## presa de gravetat
| imatge | Nom                      | Ubicat a | instància de                                                       | Detalls                               | coordenades                                                                         | Protecció | Commons (més fotos)               | Dades a WD                    |
| ------ | ------------------------ | -------- | ------------------------------------------------------------------ | ------------------------------------- | ----------------------------------------------------------------------------------- | --------- | --------------------------------- | ----------------------------- |
|        | pantà de Sant Maurici    | Espot    | presa de gravetat Ús: energia hidroelèctrica regadiu aigua potable | Llarg: 98m Alt: 19m Volum: 9400m³     | 42° 34′ 52″ N, 1° 00′ 30″ E / 42.581222°N,1.008467°E 1913 1894 msnm                 |           | Presa de l'estany de Sant Maurici | Modifica les dades a Wikidata |
|        | pantà dels Llacs d'Espot | Espot    | presa de gravetat Ús: energia hidroelèctrica regadiu aigua potable | Llarg: 168m Alt: 11m Volum: 16.64m³   | 42° 35′ 49″ N, 0° 59′ 13″ E / 42.596961111111°N,0.98681944444444°E 2370 2358.5 msnm |           |                                   | Modifica les dades a Wikidata |
|        | presa de la Torrassa     | Espot    | presa de gravetat Ús: energia hidroelèctrica regadiu aigua potable | Llarg: 193m Alt: 20.5m Volum: 11780m³ | 42° 34′ 37″ N, 1° 08′ 36″ E / 42.576963888889°N,1.14345°E 938 917 msnm              |           | La Torrassa dam                   | Modifica les dades a Wikidata |

## refugi de muntanya
| imatge | Nom                           | Ubicat a | instància de       | Detalls                                                                                    | coordenades | Protecció | Commons (més fotos)      | Dades a WD                    |
| ------ | ----------------------------- | -------- | ------------------ | ------------------------------------------------------------------------------------------ | --- | --------- | ------------------------ | ----------------------------- |
|        | Refugi d'Amitges              | Espot    | refugi de muntanya | 1966-09-25 Hi passa: Carros de foc (travessa)                                              | 42° 35′ 48″ N, 0° 59′ 04″ E / 42.59678889°N,0.98444444°E vall de Ratera 2365 msnm                                |           | Refugi d'Amitges         | Modifica les dades a Wikidata |
|        | refugi Ernest Mallafré        | Espot    | refugi de muntanya | 1975-10-18 Hi passa: Carros de foc (travessa) GR 11 Anomenat per: Ernest Mallafré Planella | 42° 34′ 44″ N, 1° 00′ 33″ E / 42.578833°N,1.009092°E ca:Al peu de la presa de l'estany de Sant Maurici 1893 msnm |           | Refugi Ernest Mallafré   | Modifica les dades a Wikidata |
|        | refugi Josep Maria Blanc      | Espot    | refugi de muntanya | 1943-10-10 Hi passa: GR 11 Carros de foc (travessa)                                        | 42° 32′ 44″ N, 1° 02′ 38″ E / 42.5456°N,1.04389°E ca:A la dreta de l'estany Tort de Peguera 2350 msnm            |           | Refugi Josep Maria Blanc | Modifica les dades a Wikidata |
|        | refugi forestal de Quatrepins | Espot    | refugi de muntanya |                                                                                            | 42° 32′ 00″ N, 1° 05′ 02″ E / 42.53335°N,1.083879°E ca:A la capçalera del riu de Caregué 2175 msnm               |           | Refugi de Quatrepins     | Modifica les dades a Wikidata |

## serra
| imatge | Nom                     | Ubicat a                  | instància de | Detalls      | coordenades                                                          | Protecció | Commons (més fotos)     | Dades a WD                    |
| ------ | ----------------------- | ------------------------- | ------------ | ------------ | -------------------------------------------------------------------- | --------- | ----------------------- | ----------------------------- |
|        | Campo (Espot)           | Espot                     | serra        |              | 42° 33′ 09″ N, 1° 06′ 55″ E / 42.5526°N,1.11527°E 2015.4 msnm        |           |                         | Modifica les dades a Wikidata |
|        | Cresta de Fonguera      | Espot                     | serra        |              | 42° 33′ 19″ N, 1° 01′ 39″ E / 42.55515°N,1.02748611°E 2865.4 msnm    |           |                         | Modifica les dades a Wikidata |
|        | Muntanya dels Estanyets | Espot                     | serra        |              | 42° 32′ 36″ N, 1° 04′ 17″ E / 42.54336111°N,1.07145278°E 2300 msnm   |           | Muntanya dels Estanyets | Modifica les dades a Wikidata |
|        | Serra de Monestero      | Espot                     | serra        |              | 42° 33′ 19″ N, 1° 00′ 44″ E / 42.5553°N,1.01228°E 2877.4 msnm        |           |                         | Modifica les dades a Wikidata |
|        | Serra de Saboredo       | Alt Àneu Espot            | serra        |              | 42° 36′ 19″ N, 0° 58′ 20″ E / 42.60531944°N,0.97209722°E             |           | Serra de Saboredo       | Modifica les dades a Wikidata |
|        | Serra de Subenuix       | Espot                     | serra        | Llarg: 1.3km | 42° 33′ 26″ N, 0° 58′ 46″ E / 42.5571°N,0.979472°E vall de Subenuix  |           | Serra de Subenuix       | Modifica les dades a Wikidata |
|        | Serra de les Agudes     | Alt Àneu Espot            | serra        |              | 42° 35′ 47″ N, 1° 01′ 28″ E / 42.596455°N,1.024331°E 2714 msnm       |           | Serra de les Agudes     | Modifica les dades a Wikidata |
|        | Serra dels Estanyets    | Espot la Guingueta d'Àneu | serra        |              | 42° 31′ 33″ N, 1° 04′ 07″ E / 42.52573333°N,1.06866833°E 2782.3 msnm |           |                         | Modifica les dades a Wikidata |
|        | Serramont               | Sort Espot                | serra        |              | 42° 31′ 18″ N, 1° 03′ 18″ E / 42.521667°N,1.055114°E 2783 msnm       |           |                         | Modifica les dades a Wikidata |
|        | Serravilla              | Espot Rialb               | serra        |              | 42° 30′ 27″ N, 1° 04′ 06″ E / 42.50756111°N,1.06844833°E 2412.9 msnm |           |                         | Modifica les dades a Wikidata |
|        | serrat de Sant Jaume    | Espot la Guingueta d'Àneu | serra        |              | 42° 35′ 20″ N, 1° 05′ 23″ E / 42.58890556°N,1.08973333°E 2226.1 msnm |           |                         | Modifica les dades a Wikidata |

## torre de sentinella
| imatge | Nom              | Ubicat a | instància de        | Detalls                     | coordenades | Protecció                                            | Commons (més fotos) | Dades a WD                    |
| ------ | ---------------- | -------- | ------------------- | --------------------------- | --- | ---------------------------------------------------- | ------------------- | ----------------------------- |
|        | La Torrassa      | Espot    | torre de sentinella |                             | 42° 34′ 14″ N, 1° 08′ 25″ E / 42.570613°N,1.140256°E ca:Carretera C-13, km 153,1. A la dreta de la Noguera. Espot 940 msnm              | bé d'interès cultural bé cultural d'interès nacional |                     | Modifica les dades a Wikidata |
|        | Torre dels Moros | Espot    | torre de sentinella | Estil: arquitectura popular | 42° 34′ 29″ N, 1° 05′ 08″ E / 42.574804°N,1.085685°E ca:A la costa de la confluència del riu de Peguera amb l'Escrita. Espot. 1384 msnm | bé d'interès cultural bé cultural d'interès nacional | Tower of Los Moros  | Modifica les dades a Wikidata |

## vall glacial
| imatge | Nom                  | Ubicat a             | instància de | Detalls | coordenades                                                             | Protecció | Commons (més fotos)  | Dades a WD                    |
| ------ | -------------------- | -------------------- | ------------ | ------- | ----------------------------------------------------------------------- | --------- | -------------------- | ----------------------------- |
|        | vall d'Escrita       | Espot                | vall glacial |         | 42° 34′ 57″ N, 1° 02′ 02″ E / 42.582517°N,1.03375°E                     |           | Vall d'Escrita       | Modifica les dades a Wikidata |
|        | vall de Monestero    | Espot                | vall glacial |         | 42° 33′ 37″ N, 1° 00′ 17″ E / 42.560415°N,1.004676°E                    |           | Vall de Monestero    | Modifica les dades a Wikidata |
|        | vall de Peguera      | Espot                | vall glacial |         | 42° 32′ 53″ N, 1° 02′ 43″ E / 42.548057°N,1.045237°E                    |           | Vall de Peguera      | Modifica les dades a Wikidata |
|        | vall de Peixerani    | la Vall de Boí Espot | vall glacial |         | 42° 33′ 43″ N, 0° 58′ 10″ E / 42.5619°N,0.969556°E vall de Sant Nicolau |           | Vall de Peixerani    | Modifica les dades a Wikidata |
|        | vall de Sant Nicolau | la Vall de Boí Espot | vall glacial |         | 42° 33′ 11″ N, 0° 55′ 09″ E / 42.553028°N,0.919231°E                    |           | Vall de Sant Nicolau | Modifica les dades a Wikidata |

## Misc
| imatge | Nom                                 | Ubicat a                  | instància de                                                    | Detalls                                                                       | coordenades                                                                              | Protecció                                  | Commons (més fotos)  | Dades a WD                    |
| ------ | ----------------------------------- | ------------------------- | --------------------------------------------------------------- | ----------------------------------------------------------------------------- | ---------------------------------------------------------------------------------------- | ------------------------------------------ | -------------------- | ----------------------------- |
|        | Casa del Parc                       | Espot                     | masia                                                           |                                                                               | 42° 34′ 33″ N, 1° 05′ 27″ E / 42.5758789052943°N,1.09087641149827°E                      |                                            |                      | Modifica les dades a Wikidata |
|        | Estanys d'Espot                     | Espot                     | sistema lacustre                                                |                                                                               | 42° 35′ 23″ N, 0° 59′ 34″ E / 42.589861111111°N,0.99277777777778°E                       |                                            |                      | Modifica les dades a Wikidata |
|        | Llort                               | Espot                     | antic assentament                                               | 0 hab                                                                         | 42° 34′ 22″ N, 1° 07′ 57″ E / 42.5728°N,1.13254°E 1152.3 msnm                            |                                            |                      | Modifica les dades a Wikidata |
|        | Pantà de la Torrassa                | Espot la Guingueta d'Àneu | embassament                                                     | Superfície: 48.7ha Volum: 2.1hm³ Conca: 359.76km²                             | 42° 34′ 33″ N, 1° 08′ 32″ E / 42.5759°N,1.14229°E 936 msnm                               |                                            | Pantà de la Torrassa | Modifica les dades a Wikidata |
|        | Pic Fonguera                        | Espot                     | vèrtex geodèsic                                                 | Alt: 1.12m                                                                    | 42° 33′ 36″ N, 1° 01′ 57″ E / 42.560023°N,1.032479°E 2883.284 msnm                       |                                            |                      | Modifica les dades a Wikidata |
|        | Torre defensiva de lo Solau d'Espot | Espot                     | torre de defensa                                                | Estil: arquitectura popular                                                   | 42° 34′ 41″ N, 1° 05′ 11″ E / 42.578158°N,1.086326°E                                     | bé integrant del patrimoni cultural català |                      | Modifica les dades a Wikidata |
|        | casa consistorial d'Espot           | Espot                     | casa consistorial                                               |                                                                               | 42° 34′ 32″ N, 1° 05′ 24″ E / 42.5755696°N,1.0899009°E                                   |                                            |                      | Modifica les dades a Wikidata |
|        | la Coveta                           | Espot                     | cova                                                            |                                                                               | 42° 32′ 39″ N, 1° 02′ 44″ E / 42.5441167273684°N,1.0454693642991°E                       |                                            |                      | Modifica les dades a Wikidata |
|        | pi d'Amitges                        | Espot                     | arbre singular                                                  | Taxon: Pinus uncinata (Pinus uncinata) Ample: 13.3m Alt: 15m Perímetre: 3.85m | 42° 35′ 44″ N, 0° 59′ 01″ E / 42.59569°N,0.98348°E ca:Sota el refugi d'Amitges 2320 msnm | arbre monumental                           | Pi d'Amitges         | Modifica les dades a Wikidata |
|        | presa del Llac Negre                | Espot                     | presa de terres Ús: energia hidroelèctrica control de crescudes | Llarg: 88m Alt: 11m Volum: 4350m³                                             | 42° 32′ 32″ N, 1° 02′ 26″ E / 42.54235°N,1.040675°E 2340 2329.4 msnm                     |                                            |                      | Modifica les dades a Wikidata |